# Kamettia
Kamettia es un género de planta fanerógamas de la familia Apocynaceae. Contiene dos especies. Es originario del sur y este de la India hasta Tailandia.

## Taxonomía
El género  fue descrito por Vincenz Franz Kosteletzky y publicado en Allgemeine Medizinisch-Pharmazeutische Flora 3: 1062. 1834.

## Especies
- Kamettia caryophyllata (Roxb.) Nicolson & Suresh
- Kamettia chandeei D.J.Middleton